# Chronologie de l'invasion de l'Ukraine par la Russie (juin 2023)
Pour un article plus général, voir Invasion de l'Ukraine par la Russie.
Cet article fait partie de la chronologie de l'invasion de l'Ukraine par la Russie et présente une chronologie des événements clés de ce conflit durant le mois de juin 2023.
Pour les événements précédents, voir Chronologie de l'invasion de l'Ukraine par la Russie (mai 2023).
Pour les événements suivants, voir Chronologie de l'invasion de l'Ukraine par la Russie (juillet 2023).

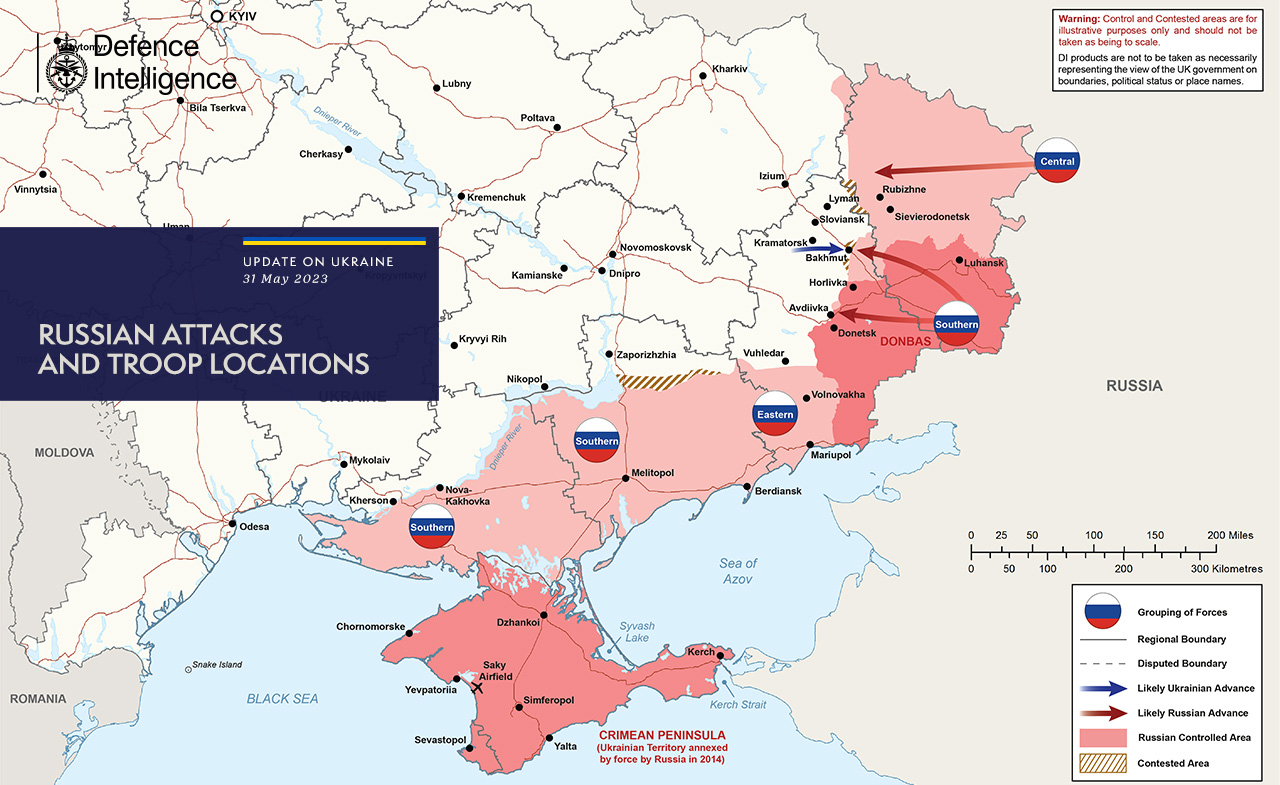
Situation fin mai 2023.

## Chronologie des évènements

### 1erjuin
Viatcheslav Gladkov, le gouverneur de la région de Belgorod (en), déclare que la ville de Chebekino située dans l'oblast de Belgorod, en Russie, est frappée depuis plusieurs heures par des frappes ininterrompues de lance-roquettes. Ces bombardements sont revendiqués par des opposants au régime de Vladimir Poutine, composés de la légion « Liberté de la Russie » et du Corps des volontaires russes. La légion « Liberté de la Russie » affirme « avoir détruit une colonne de Grad MLRS (BM-21) » et également 1 KAMAZ-7850 avec munitions et 1 mortier automoteur 2S4 « Tulipe » dans le village de Novaïa Tavoljanka (en).

Article détaillé : Raid dans la région de Belgorod (juin 2023) (ru)
Le ministère de la Défense russe affirme que « des groupes terroristes ukrainiens comptant jusqu’à deux compagnies d'infanterie motorisée renforcées par des chars ont tenté d'envahir le territoire russe près de Novaïa Tavoljanka (en) et du point de contrôle de la route internationale de Chebekino », oblast de Belgorod.

### 2 juin
L'armée russe a de nouveau tiré des missiles et des drones sur Kyïv : « Plus de trente cibles aériennes de différents types ont été détectées et détruites dans l’espace aérien au-dessus et autour de Kyïv par les forces et moyens de défense aérienne ».
Le gouverneur de la région de Koursk (ru), Roman Starovoït, affirme : « cette nuit, plusieurs drones ukrainiens ont été abattus par un système de défense aérienne près de Koursk et que les forces ukrainiennes avaient tenté d'envahir la région russe de Belgorod et bombardé Lomakovka (ru) et Novaïa Pogochtch (ru) »,,. Les sources ukrainiennes affirmant que des Su-34 et un Pantsir-S1 de l'Aéroport de Koursk ont été détruits ; information n'ayant pas été confirmée par d'autres sources.
Oleksandr Prokudin (uk), gouverneur de l'oblast de Kerson (uk) informe que : « Au cours de la journée écoulée, l'ennemi a lancé 81 attaques, tirant 381 projectiles à l'aide de mortiers, de pièces d'artillerie, de lance-roquettes multiples Grad, de missiles antichars, de drones et d'avions. L'ennemi a bombardé la ville de Kherson neuf fois (38 projectiles) ».
Deux drones s'abattent dans la nuit sur des infrastructures pétrolières de Divassy (ru) et de Peresnade l'oblast russe de Smolensk.

### 3 juin
De nouveaux bombardements ont lieu sur les localités de Novaïa Tavoljanka (ru), Bezlioudovka (ru) situées dans le raïon de Chebekino (ru)  dans la région russe de Belgorod

### 4 juin
Le gouverneur de la région de Belgorod (en), Viatcheslav Gladkov, affirme : « Un groupe de sabotage est arrivé, il y a maintenant des combats à Novaïa Tavoljanka (ru) » et annonce que « des combattants russes engagés aux côtés de Kyïv (Légion « Liberté de la Russie »), avaient fait des prisonniers et proposé un échange ». Un peu plus tard un communiqué de l'armée russe indique : « les unités couvrant la frontière nationale du district militaire occidental et le service frontalier du service fédéral de sécurité ont découvert une tentative, de la part d’un groupe de sabotage de terroristes ukrainiens, de traverser la rivière près de la localité de Novaïa Tavoljanka. L'ennemi a été touché par l'artillerie, s'est dispersé et a battu en retraite. ».

### 5 juin
Selon le ministère de la Défense russe, les forces armées ukrainiennes ont lancé une contre-offensive majeure dans cinq secteurs du front en direction du sud de Donetsk. Les ukrainiens auraient utilisé six bataillons mécanisés et deux bataillons de chars, dont les 23e et 31e brigades mécanisées. Dans un communiqué, le ministère de la Défense de la fédération de Russie rapporte que l'objectif était une percée dans la zone la moins protégée, selon les forces armées ukrainiennes. Selon la partie russe, les forces armées ukrainiennes n'ont pas réussi, et les pertes s'élèveraient à 16 chars, trois véhicules de combat d'infanterie, 21 véhicules blindés de combat et plus de 250 soldats. Cette attaque qui se serait déroulée dans la direction de Zaporijjia dans la zone de la corniche Vremevsky, aurait permis à l'armée ukrainienne d'avancer de 400 mètres, avant que les troupes russes les repoussent. Les principales batailles ont eu lieu près de Novodarivka (uk), Rivnopil (uk) et Vremіvka (uk),.

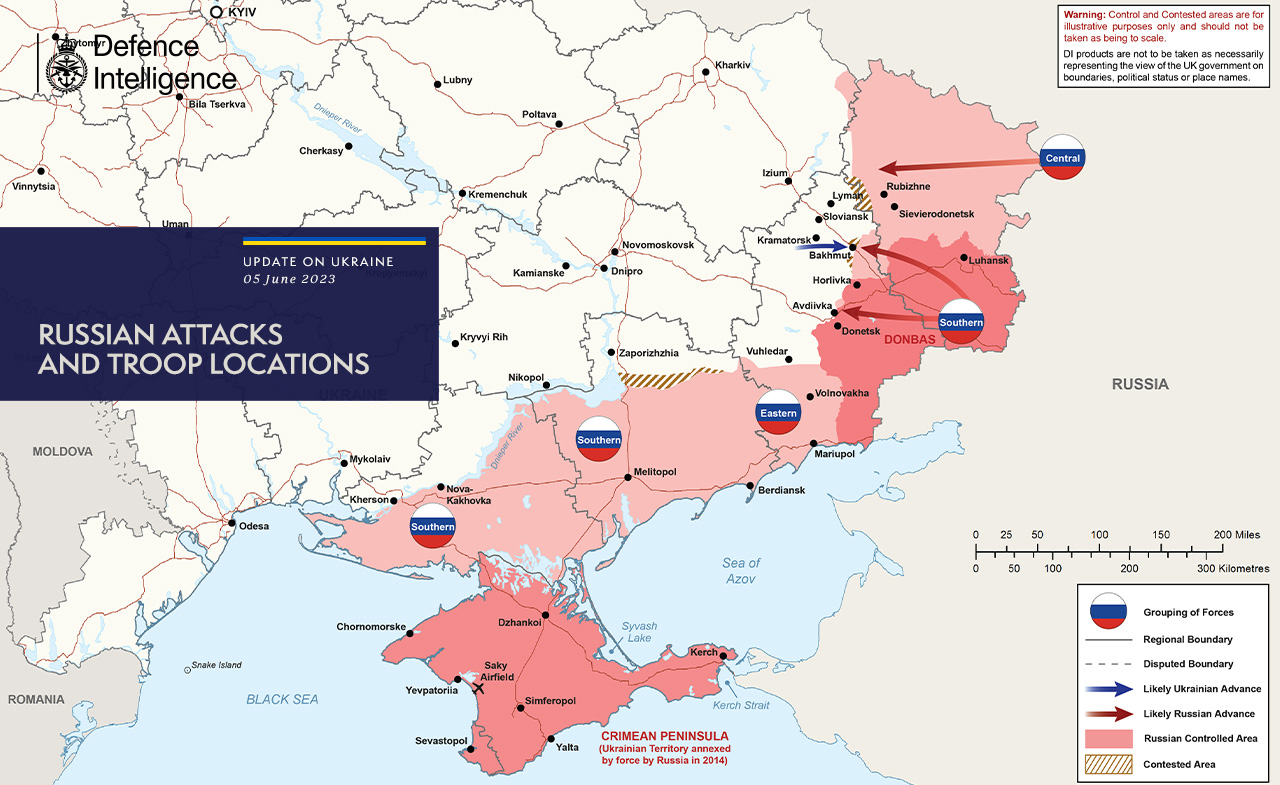
Situation le 5 juin 2023

### 6 juin
Le commandement sud des forces armées ukrainiennes accuse les forces russes d'avoir créé une brèche dans le barrage de Nova Kakhovka pour élargir la largeur du Dnipro et afin d'inonder la région et rendre impossible toute attaque ukrainienne. La Russie déclare que l’attaque contre le barrage était « une grave attaque terroriste »,,.

cinématique de la destruction du barrage de Kakhovka réalisée avec des images de Sentinel-2
- Kherson après la destruction du barrage de Kakhovka.
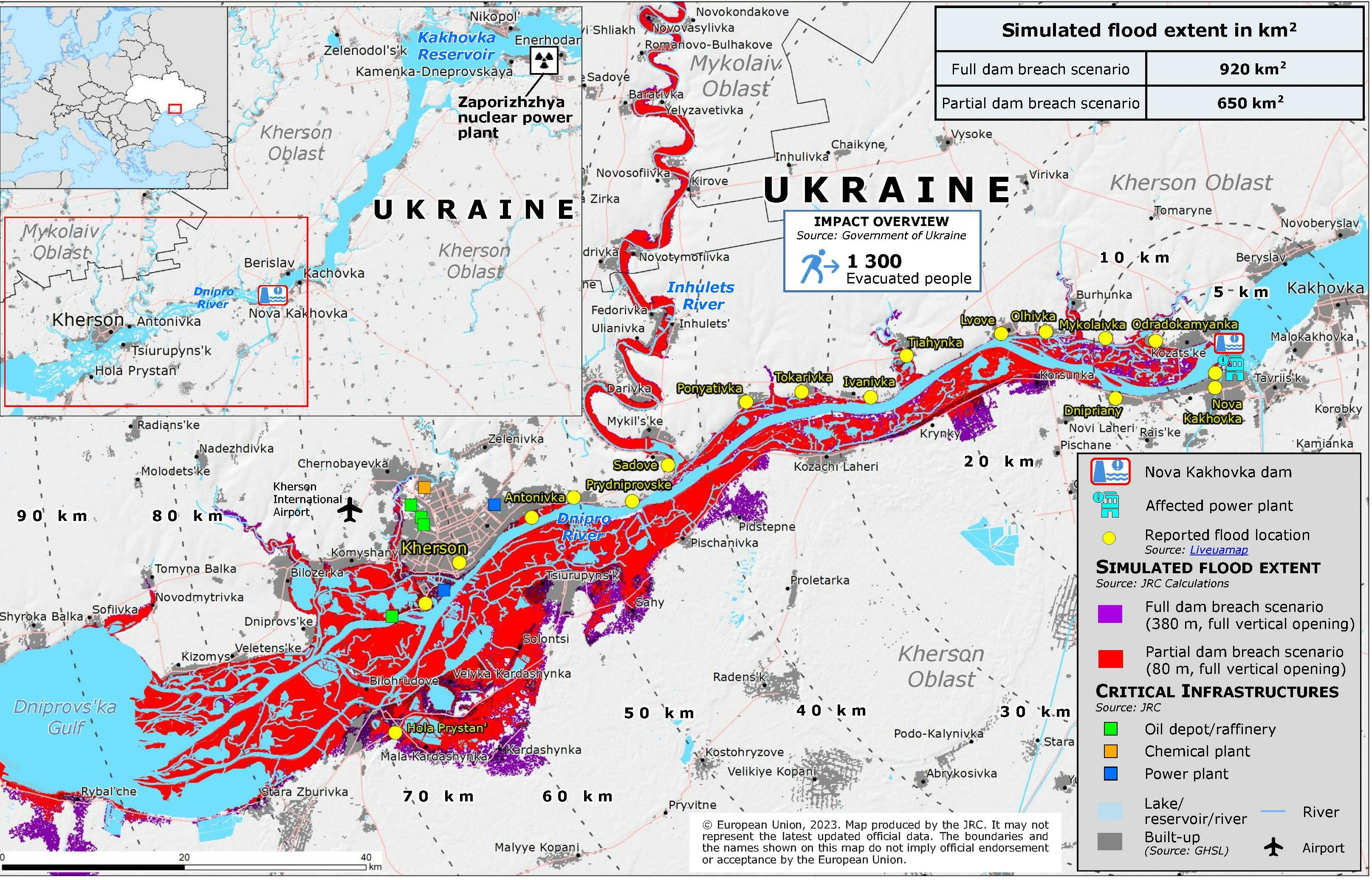
Situation des inondations à la suite de la destruction du barrage de Nova Kakhovka et estimation des surfaces susceptibles d’être inondées.
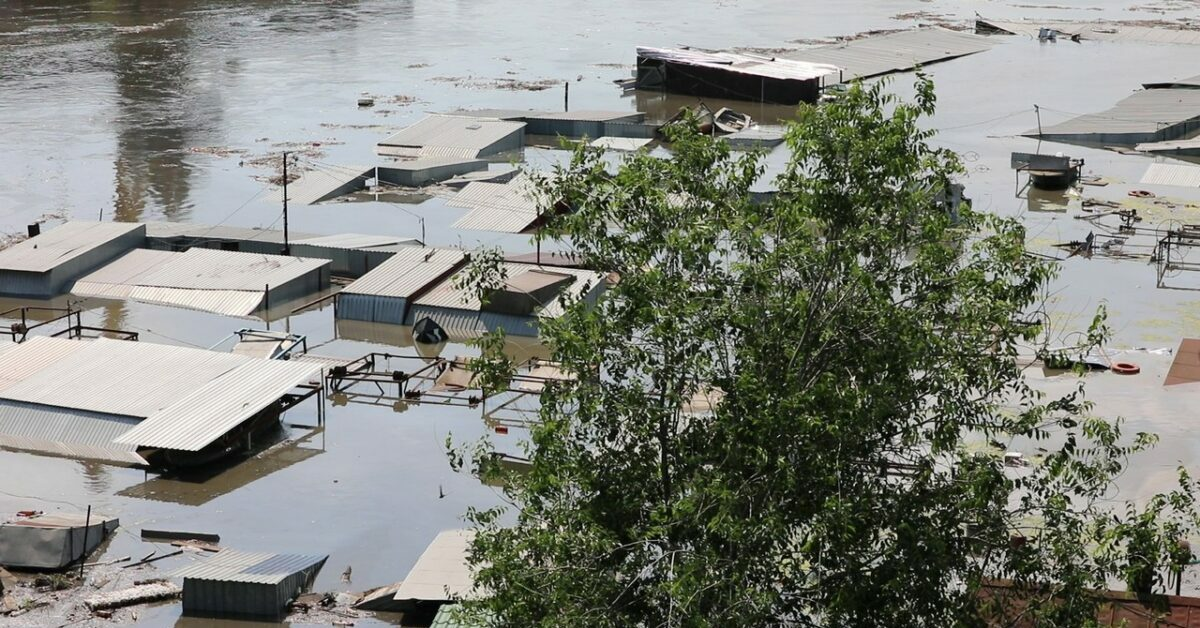
Les villages de la rive gauche du Dnipro, sous occupation russe, sont sous l'eau après la rupture du barrage de Kakhovka le 6 juin 2023.

Oleh Syniehoubov, le gouverneur de la région de Kharkiv (uk) indique que les forces russes bombardent le gazoduc d'ammoniac reliant la ville russe de Togliatti, sur les rives de la Volga, au port ukrainien de Pivdennyi, près d'Odessa, sur la mer Noire, long de 2 400 km environ, servant à acheminer de l'ammoniac, utilisé dans les engrais. Le ministère russe de la Défense accuse l'Ukraine d'avoir fait exploser le pipeline près de Massioutovka (uk), un petit village de l'oblast de Kharkiv, réoccupé par les troupes russes depuis le 16 mai 2023,,,,.

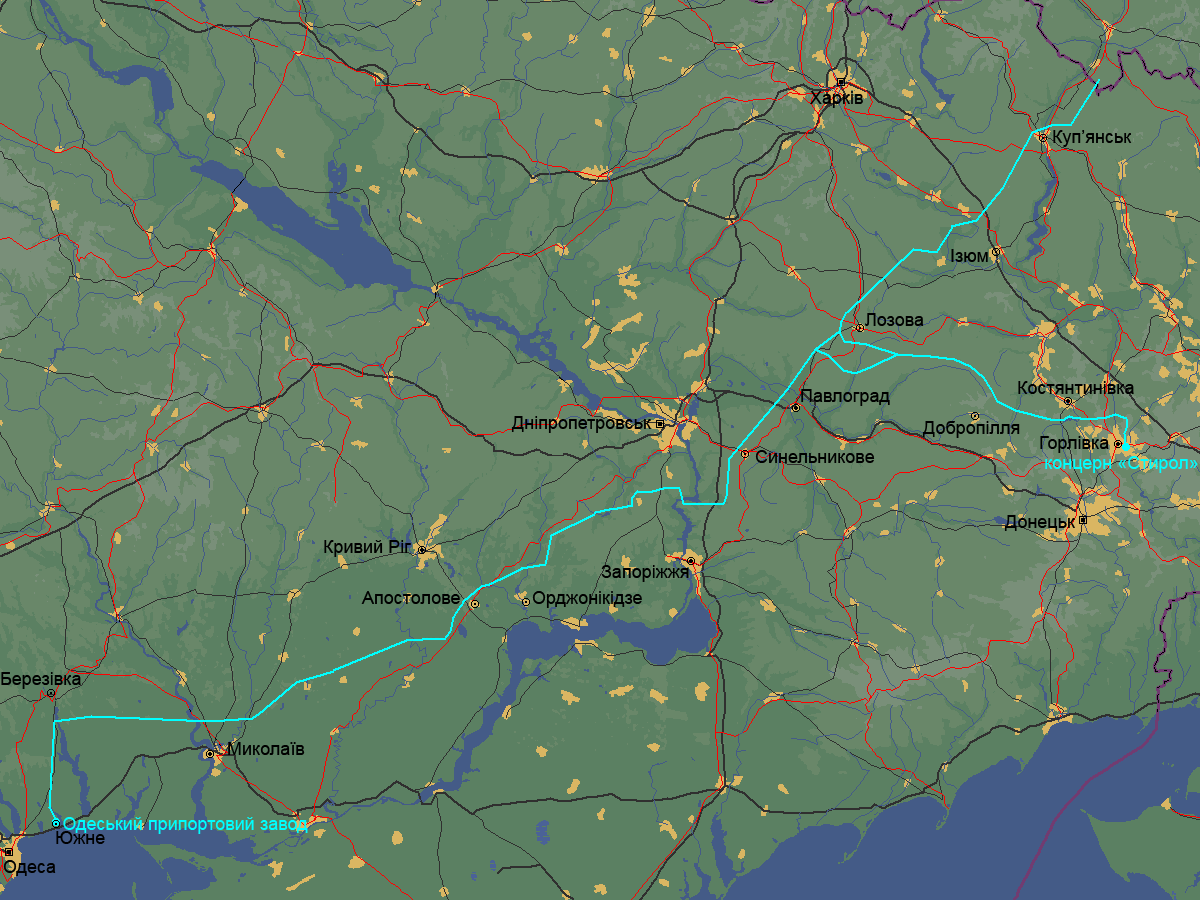
Schéma de la partie ukrainienne de l'oléduc d'ammoniac.
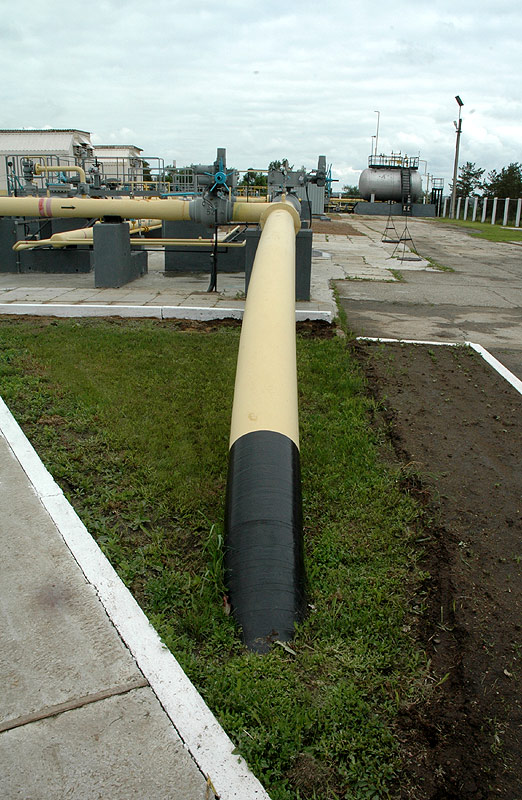
Station de pompage du pipeline d'ammoniac Premier compteur du pipeline d'ammoniac Togliatti-Odessa.

### 7 juin
Après la destruction du barrage, Nova Kakhovka, située sur la rive gauche du Dnipro sous occupation russe est une ville morte. Coté Ukrainien, alors que le niveau de l'eau monte, les évacuations continuent sous les bombardements russes. Les autorités ukrainiennes indiquent : « A ce stade, vingt-quatre localités en Ukraine ont été inondées. La situation la plus difficile a lieu dans le district de Korabelny de la ville de Kherson ou jusqu’à présent, le niveau de l’eau s’est élevé de 3,5 mètres, et plus d'un millier de maisons sont inondées. Plus de 40 000 personnes risquent d’être en zone inondée. Les autorités ukrainiennes évacuent plus de 17 000 personnes. Malheureusement, plus de 25 000 civils se trouvent sur le territoire sous contrôle russe ».
« Le gouvernement américain dispose de renseignements qui semblent désigner la Russie comme coupable de l’attaque contre le barrage en Ukraine, selon deux responsables américains et un responsable occidental ».
Le gouverneur de la région russe de Belgorod (en), Vyacheslav Gladkov annonce que Grafovka (ru), Gruzskoye (ru) et Chebekino ont été bombardés.

### 8 juin
Touchée par des inondations très importantes après la destruction du barrage de Kakhovka, l'artillerie russe continue de bombarder Kherson pendant les évacuations de civils dans les zones inondées,,,,,
Le ministre russe de la défense, Sergueï Choïgou, affirme : « Aujourd'hui à 1h30 [0h30 à Paris] du matin dans la zone de Zaporijjia, l’ennemi a tenté de percer nos défenses avec (…) jusqu’à 1 500 hommes et 150 véhicules blindés. L'ennemi est stoppé et recule avec de lourdes pertes. Les forces ennemies spécialement formées pour la mise en œuvre de cette percée n’ont pas rempli leur tâche. À la suite d'une bataille de deux heures, l'ennemi a perdu 30 chars, 11 véhicules de combat d'infanterie et jusqu'à 350 hommes ». Ces affirmations sont toutefois invérifiables de source indépendante.
Le 8 juin 2023, plusieurs sources déclarent que la contre-offensive ukrainienne de 2023 commence,,,,. Ces efforts semblent être déployés dans plusieurs directions, notamment dans l'oblast de Donetsk et l'oblast de Zaporijjia,,.

### 9 juin
Des photographies publiées par des blogueurs militaires russes, qui semblent authentiques, montrent des chars Leopard allemands et des Bradley américains poussant vers la ville de Tokmak,.
Selon des responsables russes et des blogueurs militaires, les troupes ukrainiennes, soutenues par des chars, de l'artillerie et des drones, tentent d’avancer au sud de la ville d'Orikhiv, afin de tenter de retrouver l'accès à la mer d'Azov, pour couper en deux les forces d'occupation russes.
Vladimir Poutine annonce que la Russie déploiera des armes nucléaires en Biélorussie à partir du mois de juillet.
Josep Borrell, le chef de la diplomatie de l'Union Européenne indique : « Le barrage n'a pas été bombardé. Il a été détruit par des explosifs installés dans les zones où se trouvent les turbines. Cette zone est sous contrôle russe. Tout paraît indiquer que, si cela a eu lieu dans une zone sous contrôle russe, il est difficile que cela ait pu être quelqu'un d'autre »

Jaune clair : Territoire sous contrôle ukrainien Vert-bleu pâle : Territoire occupé par la Russie puis récupéré par l'Ukraine Rose pâle : Territoire occupé par la Russie
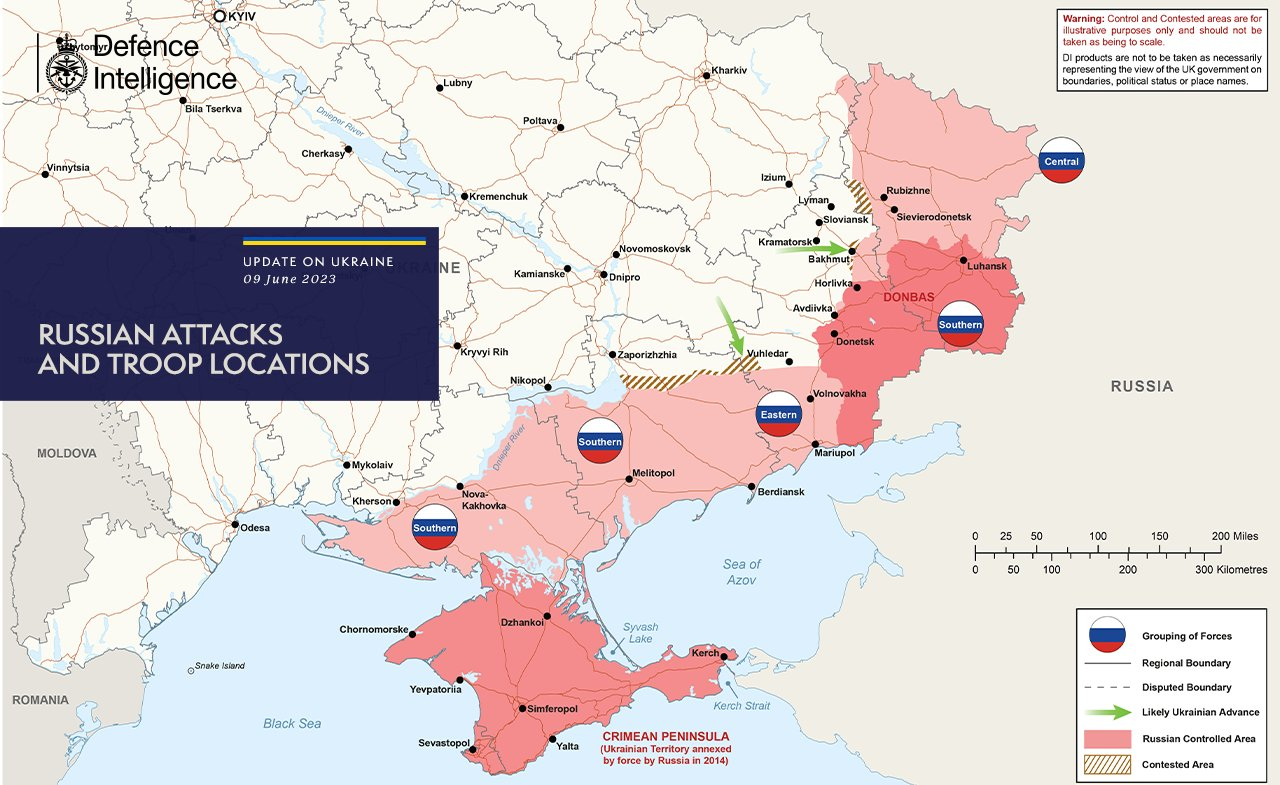
Situation le 9 juin 2023

### 10 juin
Des affrontements sont rapportés sur le front de Zaporijjia, dans le sud du pays, sur front sud de la province de Donetsk, dans le Donbass et sur les flancs nord et sud de Bakhmout. Le président ukrainien Volodymyr Zelensky fait état « d'actions contre-offensives ».

### 11 juin
La Russie affirme avoir repoussé une attaque ukrainienne de drones navals qui visait le navire Priazovié, un navire collecteur de renseignements de la classe Vichnia, qui patrouillait en mer Noire, à l'aide de six drones navals.
L'armée ukrainienne annonce que la 68e brigade de chasseurs a libéré le village de Blahodatne (uk). Neskoutchne dans l'oblast de Kharkiv et Makarivka (uk) sont également libérées,.

### 12 juin
Selon le quotidien ukrainien The Kyiv Independent, les villes de Melitopol et de Tokmak, dans l'oblast de Zaporijjia sous occupation russe , ont de nouveau subi des attaques de l'artillerie ukrainienne.
Le village de Storojeve, situé à trois kilomètres au sud de Velyka Novossilka, dans l'oblast de Donetsk est libéré.
Les russes détruisent un barrage situé au sud du village de Staromlynivka (uk), sur la rivière Mokri Yaly, dans l'oblast de Donetsk, pour  ralentir l'avancée ukrainienne.
Le ministère de la Défense russe affirme que « les unités de défense ont repoussé, à l'aide d’artillerie et de systèmes lance-flammes TOS-1 trois attaques depuis Velyka Novossilka et de Levadne (uk) ». La 110e brigade de défense territoriale, revendique la libération du village de Novodarïvka (uk).
Selon Igor Sirota, directeur d'Ukrhydroenergo, l'exploitant du barrage de la centrale hydroélectrique de Kakhovka, il n'y a pas d'approvisionnement en eau en Crimée, car le niveau d'eau dans l'installation de stockage de Kakhovka est beaucoup plus bas que nécessaire pour couler ensuite dans le canal de Crimée. Par conséquent, très probablement, l'eau ne coulera pas en Crimée pendant au moins un an,.

### 13 juin
La ville natale du Président Zelensky, Kryvyï Rih, oblast de Dnipropetrovsk, en Ukraine orientale, subie une attaque massive de missiles russes,,,.
Le chef des forces armées ukrainiennes, Valeri Zaloujny, déclare : « de violents combats offensifs et défensifs se déroulent dans l'est et le sud de notre nation.  Nous avons des gains, nous appliquons notre plan, et nous avançons ».

### 14 juin
Quatre missiles, dont au moins un missile de croisière de Kalibr, lancés depuis un navire russe en mer Noire contre le port d'Odessa ont détruit 1 000 mètres carrés d'entrepôts, ont provoqué un incendie sur 400 mètres carrés, et fait trois morts et treize blessés
Alexandre Loukachenko annonce que la Biélorussie a reçu ses premières armes nucléaires tactiques russes

### 15 juin
Sergei Karaganov, un politologue russe, préconise à Vladimir Poutine une attaque nucléaire contre l'Europe, estimant que les États-Unis ne sauveront pas l'Europe.
L'Ukraine affirme avoir repris 100 kilomètres carrés de terrain dans la contre-offensive. Des missions de débarquement et de sabotage ont lieu au sud de Kherson sur la rive gauche du Dnipro.
Des prisonniers de guerre ukrainiens du régiment Azov et de la garde nationale ukrainienne jugés en Russie.
Moscou annonce la tenue d'« élections » locales dans les territoires occupés, le 10 septembre

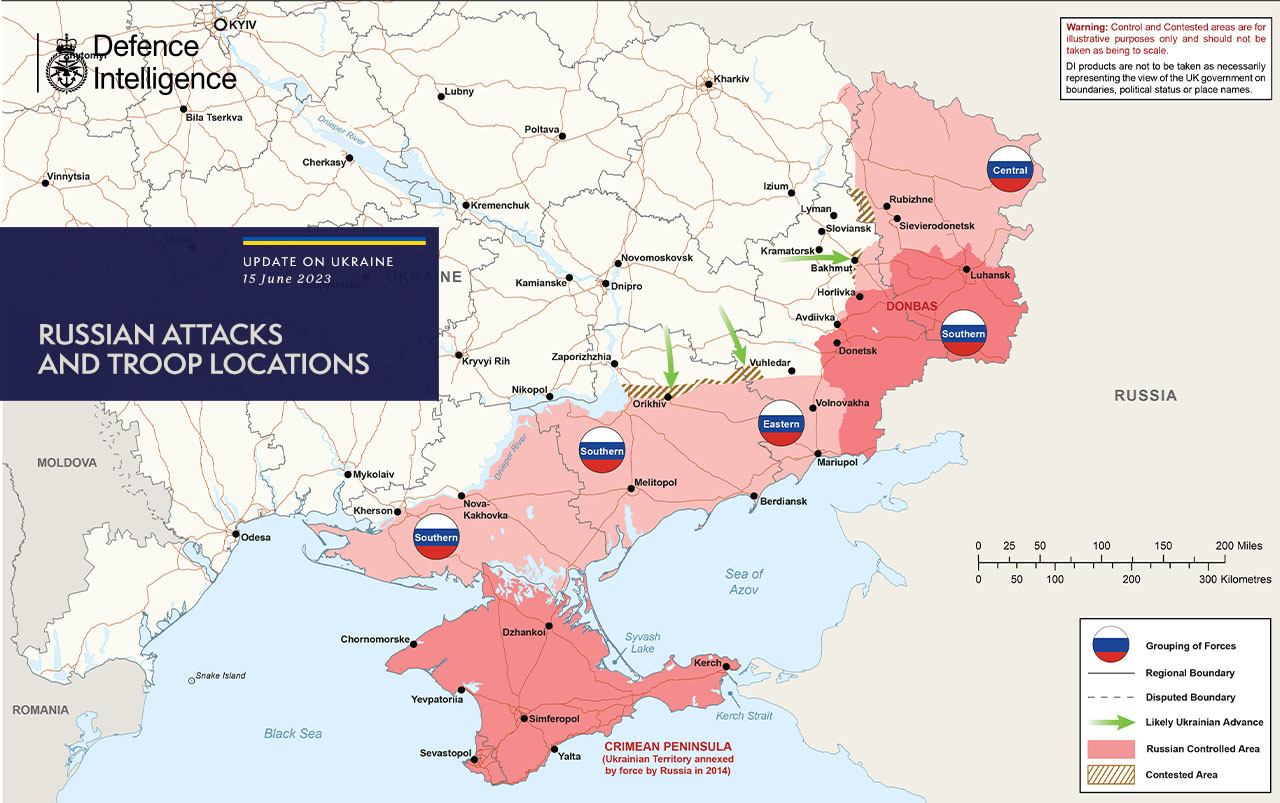
Situation le 15 juin 2023

### 16 juin
L'armée russe admet avoir cédé des territoires Citation «dans la zone du saillant de Vremivka (uk), les combats les plus actifs ont lieu dans les districts des localités de Vremivka (uk) Rivnopil (uk)  et d'Ourojaine (uk) »,.
Selon des propagandistes russes, des combats sont rapportés proches de Nova Kakhovka, une chaîne télégram cite une tentative de débarquement sur la rive gauche du Dnipro.

### 17 juin
La vice-ministre de la Défense, Hanna Maliar, déclare que « les forces ukrainiennes ont avancé jusqu'à 2 kilomètres dans plusieurs directions, mais elles font face à une forte résistance ».

### 18 juin
Sergey Bratchuk, porte-parole de militaire d'Odessa affirme : « Nos forces armées ont frappé un bon coup dans la matinée – et très fort − dans le village de Rykove,  district de Henitchesk (uk), dans le territoire temporairement occupé de la région de Kherson en détruisant un dépôt de munitions très important ».
Le ministère de la Défense russe annonce : « Plus d’une douzaine de chars, de véhicules blindés et d'hommes des forces armées ukrainiennes ont été détruits à Piatykhatky, oblast de Zaporijjia ».

### 19 juin
Selon l'ONU, la Russie bloque l'aide à des sinistrés du barrage hydroélectrique de Kakhovka localisés dans une zone sous contrôle russe dans la région de Kherson.
Les forces ukrainiennes affirment avoir avancé de 7 kilomètres et libéré 113 kilomètres carrés.
Le ministère de la Défense russe affirme avoir lancé un blindé rempli d’explosifs contre une position ukrainienne, sans en préciser la localisation.
Le secrétaire d’Etat américain, Antony Blinken, a déclaré à Pékin que la Chine avait renouvelé sa promesse de ne pas envoyer d’armes à la Russie pour sa guerre en Ukraine
La Cour constitutionnelle de Moldavie prononce l'interdiction du parti de l'oligarque prorusse en exil Ilan Shor, accusé de vouloir renverser le gouvernement pro-européen.

### 20 juin
Une série d'attaques aériennes russes ont eu lieu dans les régions de Vinnytsia, de Tcherkassy, de Kharkiv, de Poltava, de Soumy, de Jytomyr et de Kyïv avec des drones iraniens Shahed-136/Shahed 131, contre des installations militaires et des infrastructures. L'armée de l'Air ukrainienne affirme que sur les 35 drones qui ont été lancés, 32 ont été détruits, tandis que les Russes ont frappé Zaporijjia avec des missiles Iskander-M et des S-300.
La vice-ministre de la Défense ukrainienne, Hanna Maliar, déclare : « l'ennemi n’abandonne pas ses plans pour atteindre les frontières des régions de Donetsk et de Louhansk ». Dans le même temps, la chaîne russe Rusich, affirme que la 76e division d'assaut aéroportée de la Garde est passée à l'offensive dans la région de Kreminna.

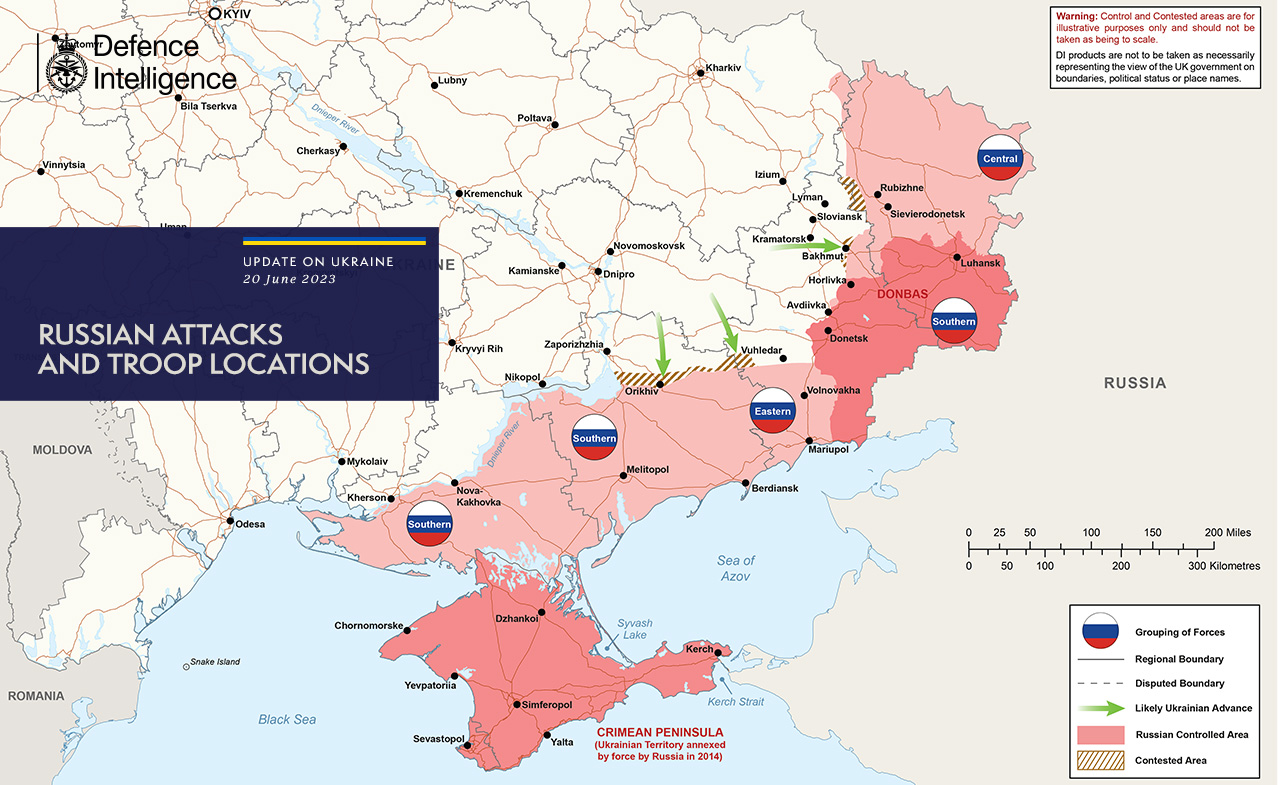
Situation le 20 juin 2023

### 21 juin
Deux drones ukrainiens se sont écrasés à l'approche des dépôts d’une base militaire située dans le village de Kalininets, dans la zone de déploiement de la division Taman, dans le district de Naro-Fominsk (ru), situé à une cinquantaine de kilomètres au sud-ouest de Moscou.
Le ministère de la Défense britannique affirme que des combats intenses se poursuivent dans des secteurs du sud de l'Ukraine. Cependant, au cours des dernières semaines, la Russie a continué à construire des lignes défensives en profondeur dans les zones arrière, en particulier aux abords de la Crimée occupée. Cela comprend une vaste zone défensive de 9 km de long, à 3,5 km au nord de la ville d'Armiansk, sur l'étroit pont de terre reliant la Crimée à la région de Kherson.
Des images par satellite montrent qu’aujourd'hui le réservoir de Kakhovka n'existe plus : il ne reste que le fleuve Dnipro, quelques affluents et quelques petits lacs de la région.

### 22 juin
Le gouverneur russe de la Crimée, Sergueï Aksionov, indique que le pont de Tchonhar qui relie la mer Noire et la mer d'Azov, a été touché par une frappe,,,

### 23 juin
L'armée de l’air ukrainienne indique avoir détruit 13 missiles, Kh-101/Kh-555.
Evguéni Prigojine, chef du groupe Wagner, indique que « l'armée russe se retire dans les zones de Zaporijjia et de Kherson car les forces armées ukrainiennes poussent et ajoute que la même chose se passe à Bakhmout, ou l'ennemi pénétrera de plus en plus profondément dans notre défense » contredisant le discours de Vladimir Poutine et accuse l'armée russe d'avoir mené plusieurs frappes sur des camps de combattants de son groupe, faisant de nombreuses victimes, ce que dément  l'armée russe,. Ce dernier affirme que Sergueï Choïgou sera stoppé avec une « marche pour la justice », faisant douter un coup d'État et  d'un appel à la guerre civile,, affirmant que des unités des 35e et 36e brigades d'infanterie de marine ukrainiennes préparent une attaque en « profitant de la provocation » du patron de Wagner.

### 24 juin
Face à la rébellion du groupe Wagner les gouverneurs des régions russes de Rostov et de Lipetsk, annoncent des mesures de sécurité renforcées.
A 7h30 du matin (6h30 à Paris), Evguéni Prigojine affirme être dans le quartier général de l'armée russe dans Rostov et avoir pris le contrôle de sites militaires, dont un aérodrome et contrôler des points névralgiques,,,.
Le « régime d’opération antiterroriste » est instauré à Moscou alors que des unités de Wagner sont signalées à Voronej et dans la sa région.
Ramzan Kadyrov, annonce l'envoi ses hommes dans les « zones de tension ».
Selon Reuters des hélicoptères de l'armée russe ont ouvert le feu sur sur un convoi du groupe Wagner
Alexandre Loukachenko affirme avoir négocié avec le chef du Groupe Wagner l'arrêt des mouvements des troupes de ses mercenaires en Russie, qui a accepté la proposition du président biélorusse.
Evguéni Prigojine ordonne aux troupes Wagner de rentrer dans les camps et de se retirer de Russie alors que celui-ci était à environ 200 km de la capitale russe,.
L'armée ukrainienne affirme progresser notamment dans le secteur Novodanylivka (uk)-Robotyne et à Mala Tokmatchka-Novofedorivka (uk), et résister aux offensives russes dans les régions de Lyman, d'Avdiïvka et de Marïnka.

### 25 juin
Le gouverneur de l'oblast de Voronej (ru) Alexandre Goussev (ru) indique que les unités du groupe Wagner achèvent leur retrait de l'oblast de Voronej ainsi que dans l'oblast de Lipetsk.
La 31e brigade mécanisée libère le village de Rivnopil (uk) situé dans l'oblast de Donetsk.
Sur le front de Bakhmout les forces ukrainiennes indiquent avoir avancé jusqu'à un kilomètre sur les flancs sud et nord de Bakhmout, et indique que les forces russes ont eu « 186 soldats tués au combat, 224 blessés au combat et huit capturés » et que ces pertes sont compensées avec des renforts de troupes aéroportées,.

### 26 juin
Malgré la promesse du Kremlin, Evgueni Prigojine est toujours visé par une enquête pénale pour sa rébellion avortée
Interfax-Ukraine, rapporte que les forces ukrainiennes ont avancé de 1,5 km en direction de Melitopol.

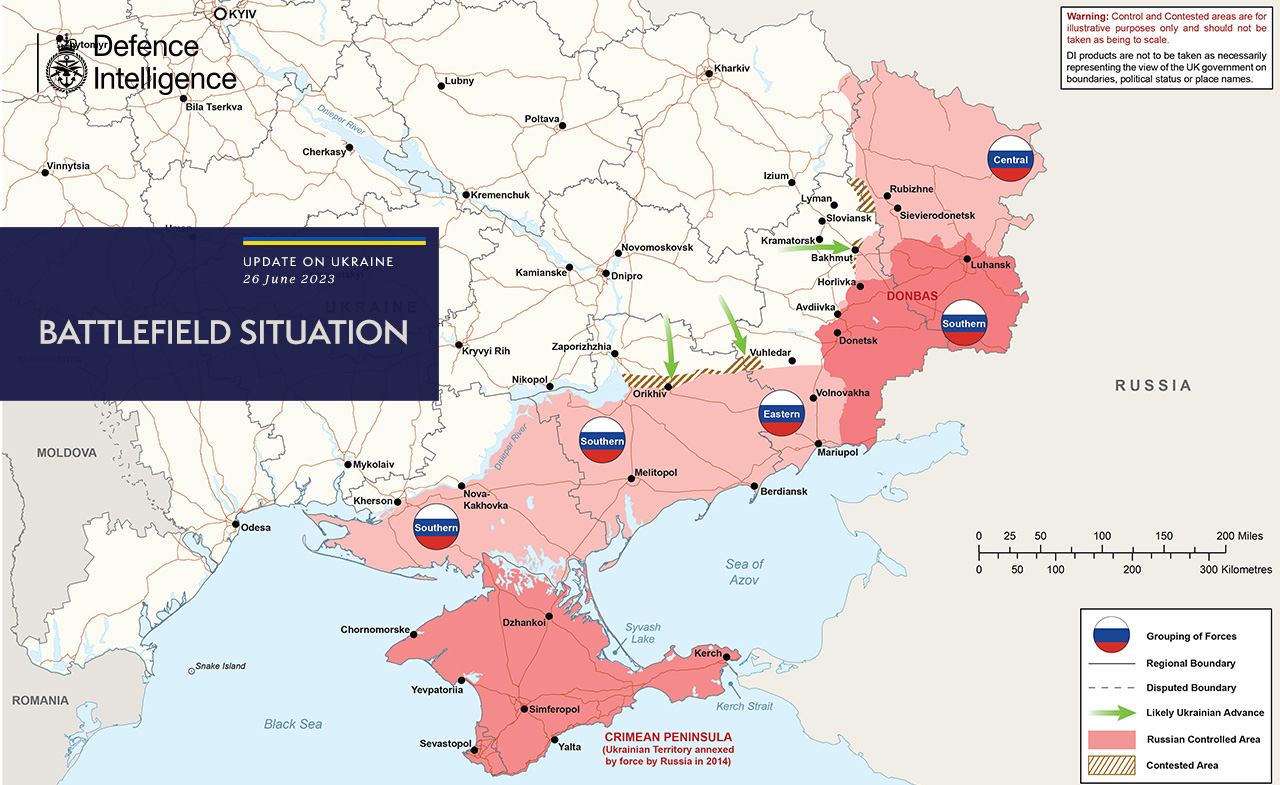
Situation le 26 juin 2023

Le porte-parole ukrainien du front sud Valeriy Cherchen annonce que les forces russes ont utilisé des obus chimiques, le vent repoussant une partie du nuage vers les lignes russes.

### 27 juin
Le président biélorusse, Alexandre Loukachenko, assure avoir dit : « J'ai dit à Poutine : on peut buter Evgueni Prigojine, ce n'est pas un problème. Soit à la première tentative, soit à la deuxième. Mais j'ai dit : ne le faites pas ».
Six explosions ont été signalées dans la ville de Melitopol, située dans l'oblast de Zaporijjia occupée par les russes
Un bombardement à Kramatorsk survient dans la soirée du 27 juin 2023, vers 19 h 30, lorsque la Russie lance deux frappes de missiles balistiques S-300 contre des bâtiments civils à Kramatorsk, en Ukraine, lors de l'invasion russe de l'Ukraine. La cible principale est une pizzeria qui abritait jusqu'à 80 clients et employés au moment de l'attaque. 11 personnes ont été tuées, dont une fille de 17 ans et des sœurs jumelles de 14 ans, tandis que 61 autres ont été blessées dans les explosions. Un autre missile a touché un village à la périphérie de Kramatorsk, blessant cinq autres personnes,,,,.

### 28 juin
The New York Times affirme que le général Sergueï Sourovikine, commandant adjoint des opérations de l'armée russe en Ukraine, avait connaissance de la volonté du patron du groupe paramilitaire Wagner, Evgueni Prigojine, de mener une rébellion contre de hauts représentants de la défense à Moscou et aurait été arrêté, selon le The Moscow Times,,.

### 29 juin
Le ministère de la Défense russe affirme avoir frappé, à Kramatorsk, un « point de déploiement temporaire » de la 56e brigade motorisée des Forces armées ukrainiennes, et que lors de cette frappe, deux généraux, jusqu'à 50 officiers des forces ukrainiennes et jusqu'à 20 mercenaires et instructeurs militaires étrangers ayant participé à une réunion (…) ont été éliminés ». Le porte-parole du Kremlin, Dmitri Peskov, confirme de nouveau que « la Russie ne frappe pas des infrastructures civiles ».

### 30 juin
La vice-ministre de la Défense ukrainienne, Hanna Maliar, affirme que : « les troupes ukrainiennes progressent dans toutes les directions ».
L'Armée ukrainienne affirme « avoir réussi à toucher un quartier général russe et un dépôt de carburant à Berdiansk avec des  missiles Storm Shadow ».
Dans la nuit du 30 juin, les forces russes ont lancé 13 drones kamikazes Shahed-136/131 et 4 missiles S-300 dans la région de Zaporijjia.

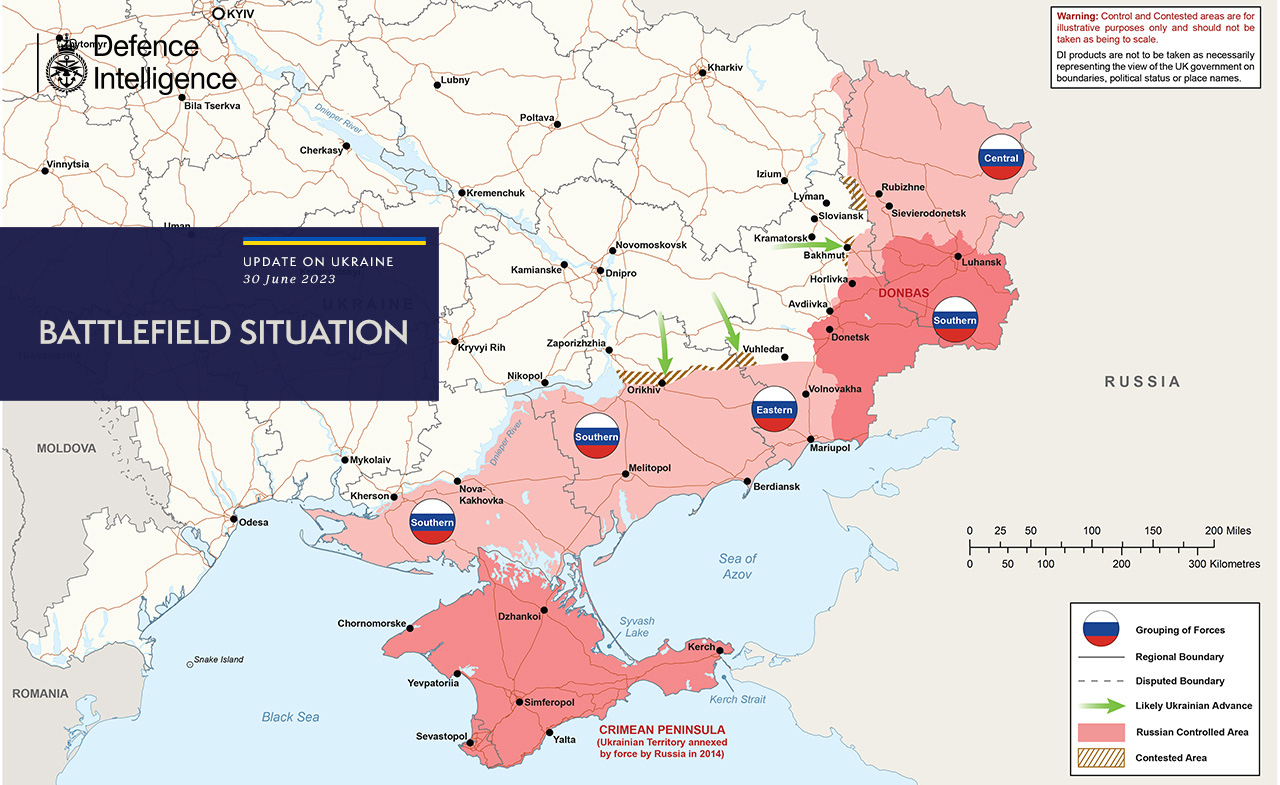
Situation le 30 juin 2023

### Juillet 2023
Pour les événements suivants, voir Chronologie de l'invasion de l'Ukraine par la Russie (juillet 2023).